# 수호이 Su-27
수호이 Su-27(러시아어: Сухой Су-27)은 소련에서 제작된 쌍발 엔진의 초음속 초역전 전투기이다. 그루먼 F-14 톰캣과 맥도넬 더글러스 F-15 이글과 같은 미국의 대형 4세대 제트 전투기의 직접적인 경쟁자로서 3,530 킬로미터의 사거리, 중무장,  정교한 항전 기술 및 높은 기동성을 갖추고 있다. Su-27은 공중 우위 임무를 위해 설계되었으며 후속 변형은 거의 모든 공중전 작전을 수행할 수 있다. 미코얀 MiG-29를 보완하여 설계되었다
Su-27은 1985년 소련 공군에서 운용을 시작했다. 주요 역할은 미국의 SAC 록웰 B-1B 랜서와 보잉 B-52G 및 H 스트래토포트리스 폭격기에 대한 장거리 방공 임무였으며, 항공모함으로부터 소련 해안을 보호하고 투폴레프 Tu-95, 투폴레프 Tu-22M 및 투폴레프 Tu-160과 같은 소련의 중폭격기에 대한 장거리 전투기 호위를 수행했다.
Su-27은 전천후, 공대공 및 공대지 심층 차단 임무를 수행하는 2인승 이중 역할 전투기인 수호이 Su-30과 항공모함에서 사용하는 해군 함대 방어 요격기인 수호이 Su-33을 포함한 다양한 기종으로 개발되었다. 추가적인 버전으로는 2인승 수호이 Su-34 타격/전투기 변형과 성능이 전체적으로 개선된 공중 우위 및 다목적 전투기 수호이 Su-27M, 수호이 Su-35가 있다. 추력 벡터링 버전은 수호이 Su-37로 제작되었다. 선양 J-11은 중화인민공화국의 Su-27 라이선스 제작 버전이다.

## 배경
1969년 소련은 미국이 차기전투기로 맥도널 더글라스사의 기종을 선택했다는 것을 알았다. 이것은 후에 F-15가 되었다. 다가오는 위협에 대응하여, 소련은 새로운 미국 전투기에 대응할 수 있는 고등 전투기(PFI: perspektivnyi frontovoy istrebitel, Advanced Frontal Fighter)를 연구하였다.

## 개요

3면도

Su-27의 기본 설계는 소련 유체역학 연구소에서 나온 기본안을 공유하는 미코얀 구레비치 설계국의 Mig-29와 매우 닮았지만 지역 방공기인 미그29와는 달리 러시아의 넓은 영공을 적극적으로 방어할 수 있는 제공기 소요에 의해 개발되어 상당히 대형화된 기체와 미그29보다 향상된 항속거리 및 무장 체계를 갖추고 있다.
수호이27은 공력특성이 우수한 기체로 삼각익 설계가 남은 후퇴익 방식의 날개와 함께 기수부터 큰 날개 뿌리가 이어지는 슬랜 바디 윙 방식을 사용하여 반응성이 뛰어나고 잉여 양력을 많이 발생시킨다.
이는 뛰어난 선회능력과 함께 반응성을 향상시키고 높은 잉여 양력을 발생시켜 고 받음각 상황에서도 안정적인 비행이 가능하다.(코브라 기동)
수호이27의 이러한 기체 형상은 종합적으로 날렵하면서도 민첩한 고기동 능력을 발휘할 수 있게 해 주며 이런 기동 시 안정적인 비행능력을 낼수 있도록 해 준다.
수호이27은 세턴 AL-31 계열의 쌍발 엔진을 사용한다. 
AL-31 엔진은 고출력 엔진으로 이 계열 엔진의 추력은 F-15에서 사용하는 GE 110엔진에 맞먹을 정도로 강한 추력을 제공한다.
초기형부터 수호이30까지 AL-31f 형을 사용하고 이후 형식은 개량된 형식을 운용중에 있다.
AL-31 엔진은 초기형 수호이27의 기준으로 공허중량 시 1.0 이상의 추중비를 낼 수 있다.
Su-27은 소련 최초의 플라이 바이 와이어 제어 시스템을 사용하는 전투기이다. 이 제어 시스템은 수호이 OKB가 수호이 T-4 폭격기 프로젝트를 개발한 경험에 기초해서 개발되었고 유압식이 아닌 전자식 제어 시스템으로 인하여 수호이27의 조종성 면에서 도 어느정도 서방권 전투기 수준의 안정성을 지니게 되었다. 그러나 Su-27의 FBW 시스템은 F16 구형 블록 10 과 같은 아날로그 연산증폭기 등에 의해 구현되엇던 수동절체식으로서 서방측 및 중국,한국,일본 등의 디지털 기반 시스템에 비해 성능, 안정성 등에서 크게 떨어진다.
수호이27의 레이다는 N001 기계식 레이다를 사용하고 있다. 본래 계획대로는 서방권 레이다와 대등한 N011계열의 향상된 레이다를 사용하는 것이었으나 소련의 경재난 같은 제정적 부담 때문에 N001로 타협선을 보았다. 
이 레이다는 탐지거리가 120km 이상에 달할 정도로 길지만 사실상 탐지만 되고 유의미한 추적이 불가능해 레이다가 제 능력을 내기 위한 거리는 이보다 훨씬 짧다.
여기에 레이다의 해상도가 낮고 장비의 정보처리 능력이 떨어져 동시교전 능력이 전무했다.
이런 문제는 소련이 가지고 있던 중거리 공대공 미사일의 이점을 살리지 못하는 중대한 문제였고 중거리 교전에서 적의 위치도 제대로 파악하지 못한 채 일방적으로 서방권 기체에 의해 도륙당할 가능성이 컸기에 소련 공군은 이 기체에 대해 전투 부적합 판정을 내리기도 하였다.
근본적으로 지역 방공만 하면 되는 요격기인 미그29는 지상 레이다의 통제 하에서만 작전해 레이다의 의미가 크지 않았으나 수호이27은 적극적으로 영공으로 들어오는 적기를 요격하며 방어해야 했기에 지상레이다의 지원을 받지 못하는 경우를 감안해야 했다.
더 큰 문제는 적지에 대한 공세작전 시 지상레이다의 지원을 받을 수 없는 건 예견되어 있는 것이고 서방권 국가들이 조기경보기와 자체 탐색레이다로 대비한 것과 비교하면 수호이27의 레이다는 여전히 본 기체가 맡은 임무를 수행하는데 결핍점들이 많았다.
수호이27의 레이다 문제는 수호이27S형의 개량을 시작으로 수호이30과 N011 위상배열레이다를 장착한 수호이35에서 해결되었고 현재 배치된 수호이35S는 고성능 PESA레이다를 달고 간이 조기경보기 능력까지 부여된 상태다.
수호이27은 IRST (Infrared search and track) 체계를 운용해 전자전 상황에서도 무력화된 레이다를 대신하여 탐색과 추적을 하며 레이다 신호를 내보내지 않는 수동형 전자장비기 때문에 기습과 같이 은밀성을 요하는 교전에서 효과적이다.
IRST의 위치는 칵핏 바로 앞의 노우즈 부분에 튀어나온 센서로 IRST는 레이저 거리탐지기(laser rangefinder)와 연동되어 IRST는 기관포를 조종할 수도 있는데, 레이다 모드보다 훨씬 정확한 조종이 가능하다.
수호이27 초기형은 공대공 임무에 집중한 상태였기에 지상공격 능력은 취약한 편이었다. 
수호이27은 14개의 하드포인트가 있고 스패로와 암람보다 사거리가 더 긴 반능동 중거리 대공미사일과 능동 대공미사일을 운용할 수 있었으나 레이다 성능 때문에 중거리 공대공 미사일의 사거리적 이점을 제대로 살리지 못했기에 중거리 공대공 능력은 서방권 기체에 비해 열세에 있었다.
이 외에도 자체 전자전 장비와 레이다 경보 체계를 갖추고 있으며 테일 붐 내에 후면 레이다를 장착한 경우도 있다.
수호이27의 공대공 전투의 표준 미사일 무장은 빔펠 R-73 (AA-11 아처), 빔펠 R-27 (AA-10 알라모), 빔펠 R-77 (AA-12 애더)를 같이 장착하는 것이다.
고정무장으론 GSh-30-1 30mm 기관포를 장착해 근접전 시 사용한다.
미국은 2대를 보유하는데 과거 Pride Aircraft 사가 우크라이나에서 비군사화된 상태로 도입된 2대가 DACT 아웃소싱 회사에 매각되어 해당 임무에 운용 중이다.

## 생산과 사용국가
680여 대의 Su-27이 소련에서 생산되었다. 그리고 현재 러시아 공군은 350기의 SU-27을 사용중이다.

### 보유국
- 러시아 - 350기
- 우크라이나 - 15기
- 우즈베키스탄 - 25기
- 카자흐스탄 - 30기
- 중국 - 70기
- 에티오피아 - 20기
- 베트남 - 12기
- 인도네시아 - 5기
- 미국 - 2기(우크라이나 출신)
- 일본 - 1기

## 같이 보기
- 수호이 Su-30
- 수호이 Su-33
- 수호이 Su-34
- 수호이 Su-35
- 수호이 Su-37
- 선양 J-11
- 선양 J-15
- 선양 J-16
- 맥도널 더글러스 F-15 이글

## 참고 자료
- Source for technical and weaponry data: Modern Combat Aircraft: Reference guide pp. 50-51 Minsk, "Elida", 1997, ISBN 985-6163-10-2 (Russian language).
- http://www.warfare.ru - Very Comprehensive Russian Military Analysis